# Aşağıiğdeağacı, Beylikova
Aşağıiğdeağacı là một xã thuộc huyện Beylikova, tỉnh Eskişehir, Thổ Nhĩ Kỳ. Dân số thời điểm năm 2011 là 75 người.